# Wil Carvalho
Uilcênia Moreira de Carvalho, conhecida como Wil Carvalho, é uma cantora brasileira, natural da capital baiana, com mais de 30 anos de carreira.  
Seu trabalho abrange vários ritmos musicais: axé music, samba, MPB, dentre tantos outros. Tornou-se conhecida no cenário musical baiano através das Bandas Reflexu’s e Tiete Vip’s. Em 1998, se consagrou no Carnaval do Salvador, conquistando o título de “Cantora Revelação” e venceu em 2007 o "Troféu Caymmir" pelo álbum "Mulher do Vento".. 
Assim como sua voz, ímpar, forte e impactante, projetos diferenciados marcaram a presença da cantora nos últimos anos: “Memórias do Samba – Uma Homenagem a Cartola”, convidada pela FB4 Produções & Eventos  para ser a intérprete do espetáculo musical em homenagem ao Angenor de Oliveira, "Cartola" . Dividiu os palcos com o ator Diogo Lopes Filho, o qual reviveu o Cartola interpretando fragmentos cênicos sobre a vida e obra do compositor homenageado. O espetáculo, de Criação e Direção Artística de Fábio Barros, Cenografia de Ale Corpani, Arranjos e Direção Musical do Maestro Duarte Velloso, acompanhado por grandes músicos do cenário baiano, a saber: André Becker (flauta e sax), Jelber Oliveira (acordeon e teclados), Marcos Neri (bateria) e Ronaldo Borges (baixo), circulou nas cidades baianas de Alagoinhas , Juazeiro , Lauro de Freitas , Santo Amaro da Purificação , além da capital. “Elis, sob o Canto Negro de Wil Carvalho” , um projeto intimista e de produção independente. “Virada Sustentável” , de Saulo Fernandes. No show Tributo a Neguinho do Samba – 10 anos de saudade , da Banda Didá. Reviveu alegrias e grandes momentos no trio “Axé Por Elas” , com Márcia Short, Cátia Guimma e Elaine Fernandes, no Carnaval 2020 do Salvador - circuito Campo Grande, inclusive animando os carnavais dos bairros: Boca do Rio, Liberdade e Periperi. Marcou presença na Noite da Virada com especial inédito de música baiana, “Bahia, Fé e Axé”, transmitido pela TVE Bahia, uma produção do Coletivo de Artistas Negros da Bahia.